# Ozerkî, Djankoi
Ozerkî (în ucraineană Озерки) este un sat în comuna Stalne din raionul Djankoi, Republica Autonomă Crimeea, Ucraina.

## Demografie
Componența lingvistică a localității Ozerkî
     Rusă (74,89%)
     Tătară crimeeană (17,09%)
     Ucraineană (7,81%)
Conform recensământului din 2001, majoritatea populației localității Ozerkî era vorbitoare de rusă (74,89%), existând în minoritate și vorbitori de tătară crimeeană (17,09%) și ucraineană (7,81%).